# Красный Барыш
Красный Барыш (чув.Хĕрлĕ Парăш) — посёлок в составе Малохомутёрского сельского поселения Барышского района Ульяновской области. На 2020 год в Красном Барыше 2 улицы — и Луговая и Центральная

## Население
| 2010 |
| ---- |
| 67   |

Население составляло 85 человек в 2002 году ( чуваши 55 %, русские 45 %), 67 человек по переписи 2010 года.

## География
Находится на левом берегу реки Барыш на восток от железнодорожной линии Инза-Сызрань на расстоянии примерно 2 километра на северо-запад по прямой от северо-западной границы районного центра города Барыш.

## История
Основан в 1927 году переселенцами из села Чувашская Решётка.
В 1990-е годы работало отделение СПК «Луговой».